# Merci la vie
Merci la vie is een Franse langspeelfilm uit 1991 naar een scenario en in regie van Bertrand Blier met Charlotte Gainsbourg en Anouk Grinberg in de hoofdrollen. De dramafilm was in 1992 genomineerd voor zeven Césars waarvan Merci la vie er ook een won.
Blier was genomineerd voor de Beste film, Beste regisseur en Beste origineel script. Anouk Grinberg was genomineerd voor Beste actrice, Catherine Jacob voor Beste actrice in een bijrol en Claudine Merlin voor Beste montage. Jean Carmet mocht als enige de César ook echt in ontvangst nemen, de César voor beste acteur in een bijrol.
De film speelt zich af in de jaren tachtig, na de opkomst van aids als gekende ziekte, maar regelmatig worden flashbacks ingelast (van de ouders van Camille tijdens de Tweede Wereldoorlog). De doorbraak van aids wordt daarbij vergeleken met de bezetting door de Duitsers. De film werd grotendeels opgenomen in Lapanouse-de-Cernon. Enkele dorpscenes werden gedraaid in Olargues.

## Verhaal
Naïef schoolmeisje Camille Pelleveau ontmoet de iets oudere en meer ervaren Joëlle, een promiscue vrouw die net gekleed in haar trouwjurk door haar agressieve vriend uit de auto is gesmeten. Camille volgt Joëlle op haar wilde tocht en ontdekt seks wanneer ze mannen oppikken. Joëlle toont Camille ook de donkere kant van het leven, aangezien ze beginnen met het beschadigen van de auto's van hun minnaars en vervolgens zelfs beslissen het tegen de hele stad op te nemen. Medisch onderzoeker Dr. Marc Antoine Worms, een van hun ontmoetingen, heeft echter een seksueel overdraagbare aandoening geïsoleerd en Joëlle als proefkonijn gebruikt door haar daarmee te besmetten, waarbij hij hoopt beroemd te worden als de ontdekker van de genezing. Camille hoort over aids en vreest dat ze de ziekte heeft opgelopen.

## Rolverdeling
| Acteur                 | Personage                           |
| ---------------------- | ----------------------------------- |
| Charlotte Gainsbourg   | Camille Pelleveau                   |
| Anouk Grinberg         | Joëlle                              |
| Michel Blanc           | Raymond Pelleveau (jonge vader)     |
| Jean Carmet            | Raymond Pelleveau (oude vader)      |
| Annie Girardot         | Evangéline Pelleveau (oude moeder)  |
| Catherine Jacob        | Evangéline Pelleveau (jonge moeder) |
| Jean-Louis Trintignant | SS officier                         |
| Gérard Depardieu       | dokter Marc Antoine Worms           |
| Thierry Frémont        | François                            |
| François Perrot        | Maurice                             |
| Jacques Boudet         | Craven, de bewaarder van Pronuptia  |